# Bistum Stockholm (evangelisch-lutherisch)

Das Wappen des Bistums

Das Bistum Stockholm (schwedisch Stockholms stift) ist eine der dreizehn Diözesen innerhalb der evangelisch-lutherischen Schwedischen Kirche. Das heute bevölkerungsreichste Bistum in Schweden wurde am 11. März 1942 gegründet, indem Gemeinden aus dem Erzbistum Uppsala und dem Bistum Strängnäs ausgegliedert wurden. Derzeit (2024) besteht es aus 61 Kirchengemeinden (församlingar), die ihrerseits in 13 Kirchenkreisen (kontrakt) zusammengefasst sind.
Geografisch ist das Bistum deutlich kleiner als die Provinz Stockholms län. Neben der Hauptstadt Stockholm, dem Sitz des Bistums, gehören zu ihm die Kommunen Botkyrka,
Danderyd, Ekerö, Haninge, Huddinge, Järfälla, Lidingö, Nacka, Österåker, Sollentuna, Solna, Sundbyberg, Täby, Tyresö, Upplands Väsby,
Vallentuna, Värmdö und Vaxholm. Als Bischofskirche dient die Storkyrka in der Stockholmer Altstadt.
Seit dem 5. März 2019 ist Andreas Holmberg als Nachfolger von Eva Brunne der neunte Bischof von Stockholm.